# Frits Thaulow
Frits Thaulow il cui nome vero era Johan Frederik Thaulow (Oslo, 20 ottobre 1847 – Volendam, 5 novembre 1906) è stato un pittore norvegese.

## Biografia
Johan Frederik Thaulow nacque in una famiglia facoltosa, suo padre era il farmacista Harald Conrad Thaulow (1815-81), la madre era Nicoline ("Nina") Louise Munch (1821-94), figlia del pittore Jacob Munch. La famiglia, di tendenze liberali, amava il teatro e aveva un'ampia biblioteca, Bjørnstjerne Bjørnson era spesso ospite in casa.
Seguendo i desideri paterni Frits concluse la formazione come farmacista ma alla fine del 1870 si trasferì a Copenaghen per diventare pittore navale. Frequentò i corsi presso l'accademia delle belle arti e nel contempo fu allievo di Carl Frederik Sørensen, un apprezzato pittore marino. Dal 1873 al 1875 fu a Karlsruhe, allievo di Hans Gude.
Il 14 ottobre 1874 sposò Ingeborg Charlotte Gad (1852-1908) (sorella di Mette-Sophie Gad che divenne moglie di Paul Gauguin), la coppia ebbe cinque figli, il matrimonio venne sciolto nel 1886.
Trascorse i successivi tre inverni a Parigi frequentando la comunità artistica norvegese-svedese e osservando le nuove tendenze dell'arte francese. Durante il Salon del 1879 si entusiasma per Jules Bastien-Lepage considerato all'epoca l'artista emergente del realismo.
Nell'autunno del 1879 trascorse un periodo a Skagen per fare poco dopo ritorno a Kristiania. Nella prima metà degli anni 1880 il suo operare e i suoi motivi furono molto legati alla città, con qualche breve viaggio a Kragerø, Parigi, Copenhagen, in Scozia e a Venezia. Prevalgono i motivi estivi e primaverili, dal 1885 iniziano ad apparire paesaggi invernali. A partire dalla seconda metà degli anni 1880 trascorse dei periodi nella Norvegia occidentale, nel 1890 fu nel Telemark, nel 1891-92 soggiornò ad Hvalstad, di quest'epoca sono alcuni suoi paesaggi in grande formato della Norvegia orientale.
Oltre ad avere una produzione di rilevante importanza per la pittura naturalista norvegese, Thaulow fu anche attento ai nuovi talenti, si rese conto molto presto del talento di Edvard Munch tanto da finanziarne il primo viaggio all'estero e promuoverne una mostra. Fu in buoni rapporti con Eilif Peterssen e Gerhard Munthe.
Thaulow, pur avendo sperimentato l'impressionismo durante un soggiorno a Parigi nel 1882 non divenne mai un impressionista. Nel 1895 conobbe personalmente Claude Monet che nello stesso anno soggiornò in Norvegia. 
Il 15 settembre 1886 sposò Alexandra Lasson (1862-1955), figlia dell'avvocato Christian Otto Carl Lasson (1830-93) e di Alexandra Cathrine Henriette von Munthe af Morgenstierne (1838-81), Alexandra era sorella della pittrice Othilia Pauline Christine Lasson che nel 1888 sposò il pittore Christian Krohg. La coppia ebbe tre figli.
A partire dal 1892 Thaulow visse in Francia, dove rimase fino alla morte, avvenuta nel 1906. Nello stesso periodo vi furono numerosi soggiorni in Norvegia.
Dal 1894 al 1898 soggiornò a Dieppe, dove produsse molti quadri tra paesaggi marini, vedute del porto, scene notturne e soprattutto paesaggi fluviali. Nel 1897 fece una breve visita a Venezia della quale nella sua opera rimangono delle nuove tonalità, quasi delle tracce impressioniste.
Fu giurato internazionale all'Esposizione Universale di Parigi del 1889 e nel 1890 inviò diverse opere al secessionista Salon du Champs de Mars, questo gli permise di stabilire contatti con un gran numero di artisti francesi come Auguste Rodin, Pierre Puvis de Chavannes, Ernest Meissonier e Alfred Roll. Nel 1898 viene invitato da Andrew Carnegie a entrare nella giuria dell'esposizione annuale di Pittsburgh nel 1898, con l'occasione visitò e dipinse Pittsburgh, New York e altri luoghi negli Stati Uniti.
Trascorse gli ultimi anni a Parigi (1898-1906) in una fase molto produttiva della sua parabola artistica. Ai soggetti parigini preferì soggiorni di pittura in piccole località come Montreuil-sur-Mer (1892-94), Dieppe e dintorni (1894-98), Quimperlé e la Bretagna (1901) e Beaulieu-sur-Dordogne 1903, in particolare dal soggiorno in quest'ultima località derivano diverse opere. Anche delle numerose visite a Venezia (1885, 1897 e 1899) rimangono belle raffigurazioni della combinazione fra acqua e architetture. Le opere degli ultimi anni mostrano un utilizzo più audace dei colori.
Tra le onorificenze nel 1905 ottenne la nomina a Commendatore di II classe dell'ordine reale di Sant'Olav.
Oltre ad una prolifica produzione di quadri (tra i 1200 e i 1550) di lui rimangono numerosi articoli di giornale, spesso autobiografici. 
A partire dal 1897 soffrì di diabete, in assenza di insulina, scoperta solo parecchi anni dopo, questo fu anche causa del suo decesso nel 1906.
Fu prozio dello psichiatra Henrik Dedichen (1863-1935) e del pediatra Carl Looft (1863-1943); era cugino di Edvard Munch (1863-1944) e suocero dell'industriale Thorry Kiær (1888-1968).

## Galleria d'immagini

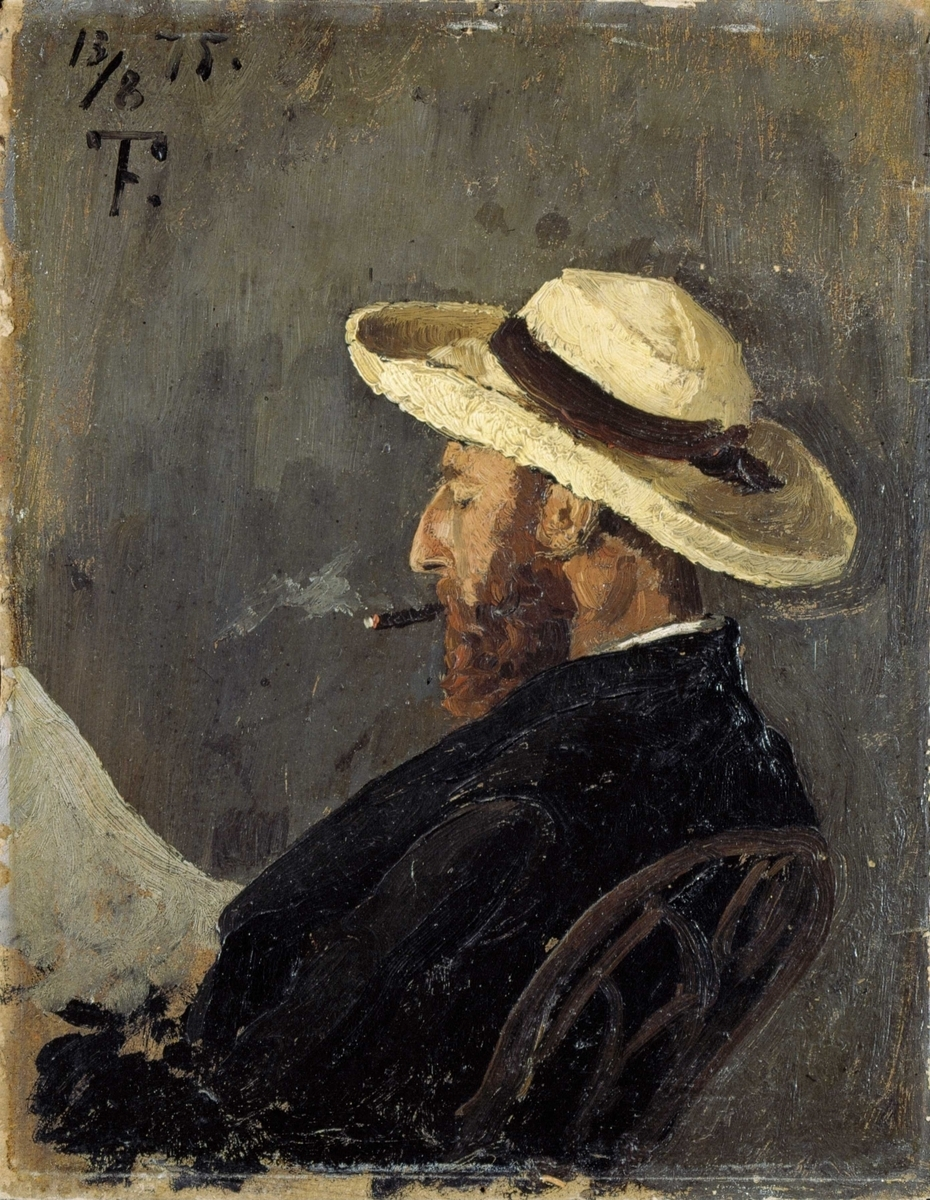
Ritratto di Frederik Collett 1875
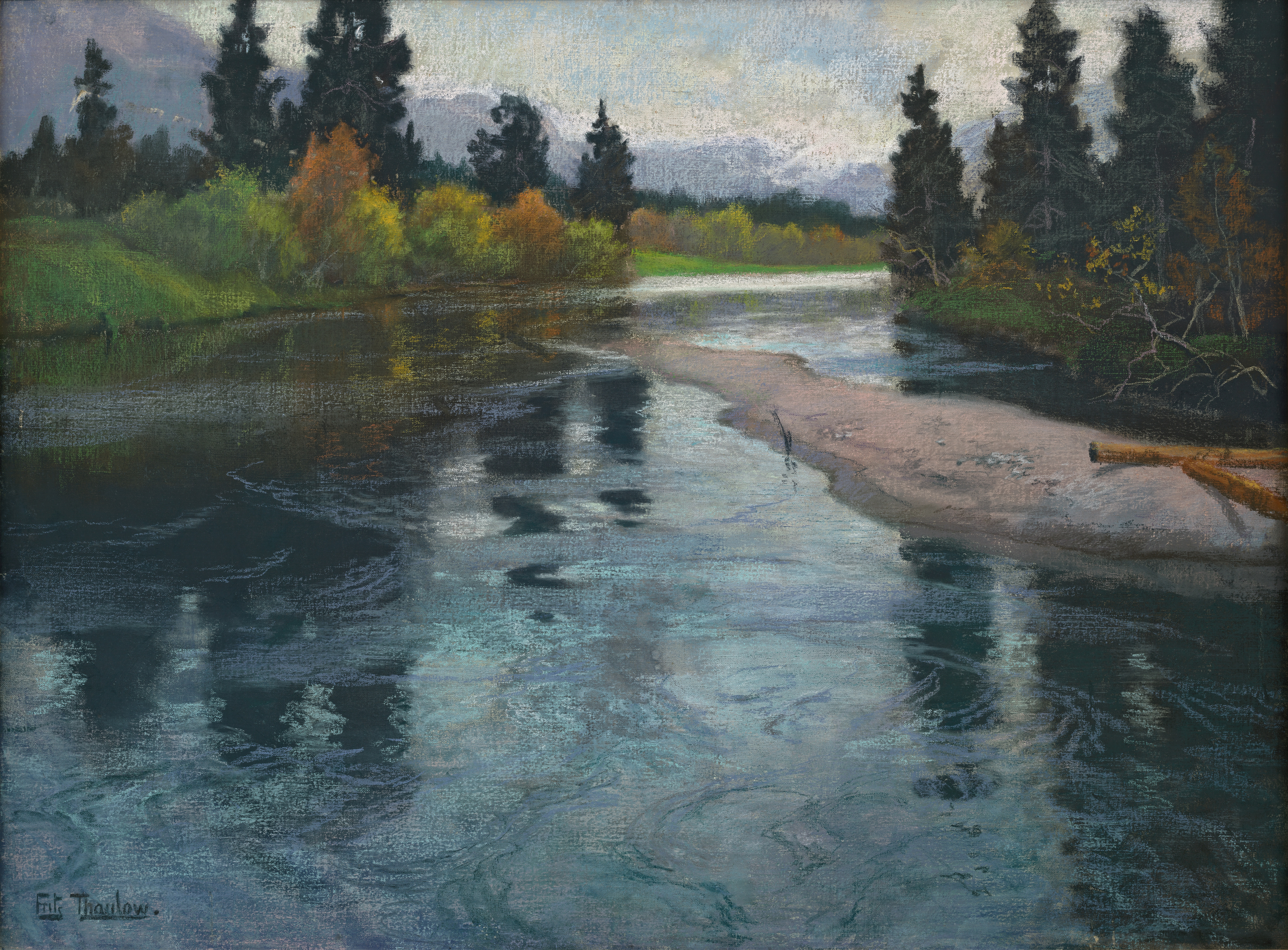
Un fiume 1883
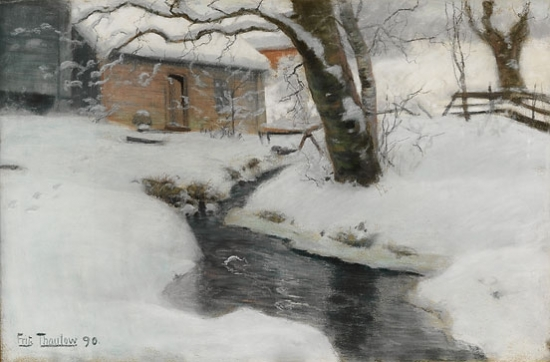
Norsk vinterlandskap 1890
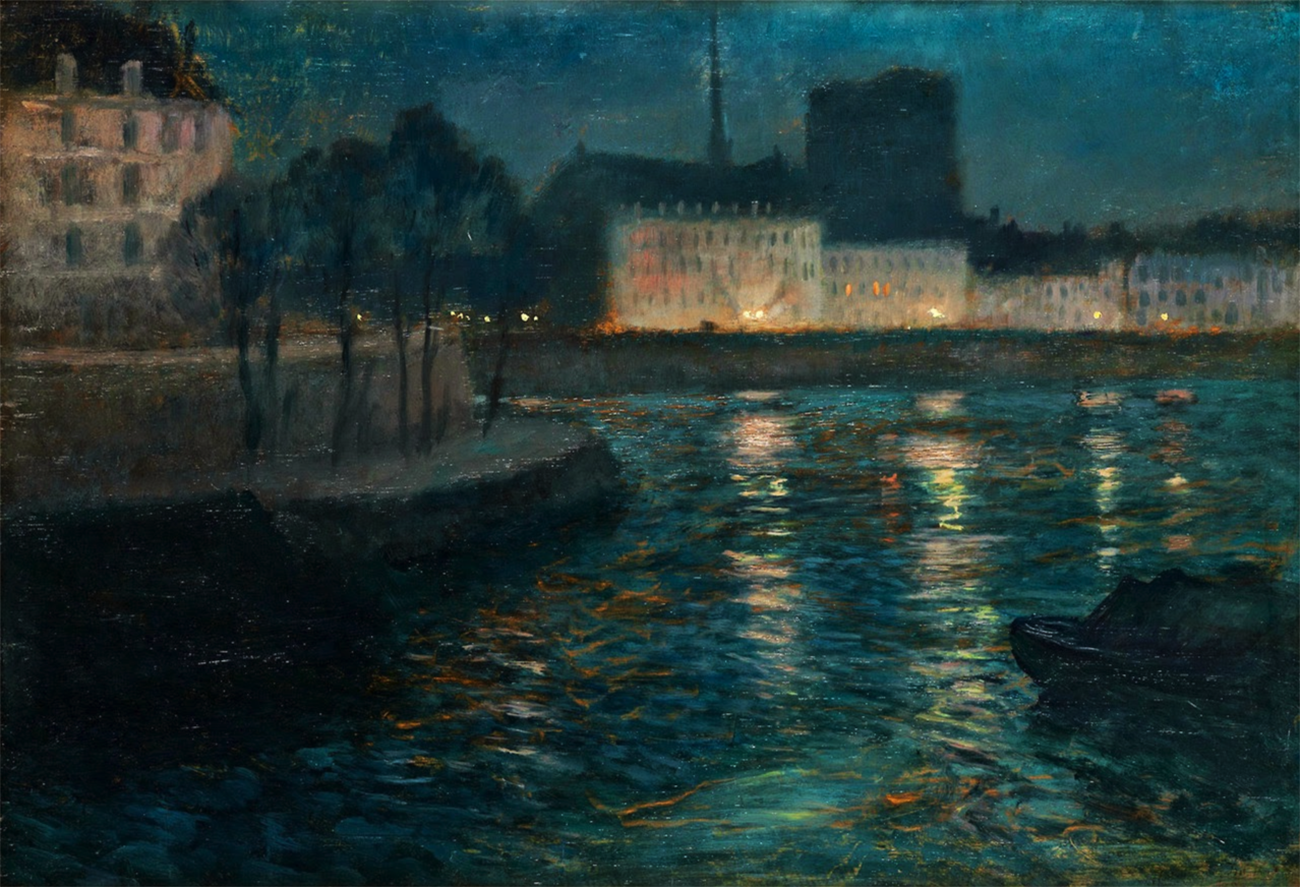
Ambiance Du Soir 1893
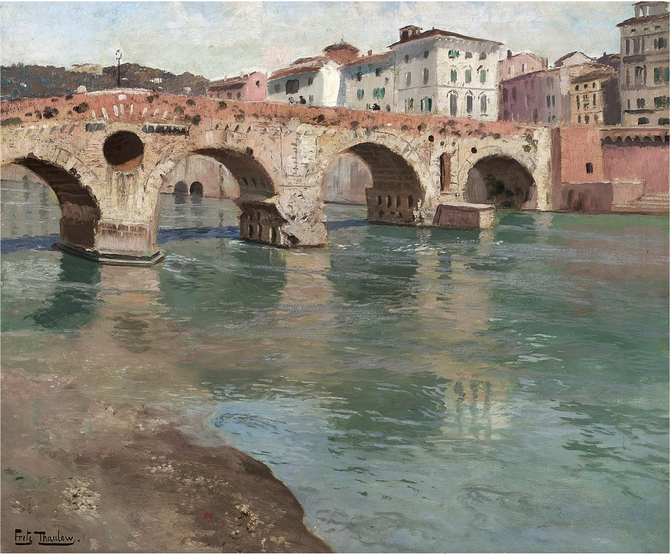
Ponte Pietra, Verona 1894
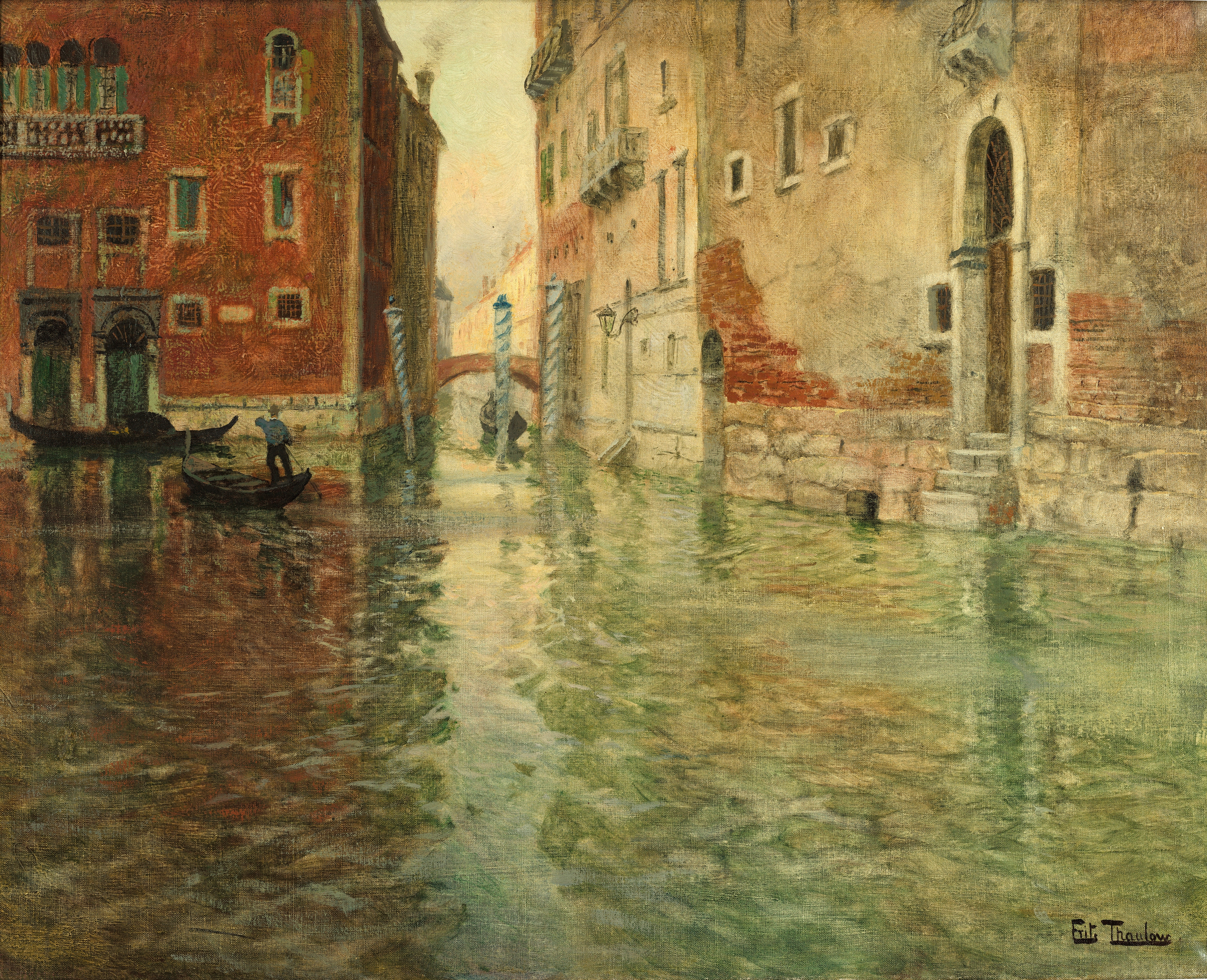
Zona di Venezia 1894
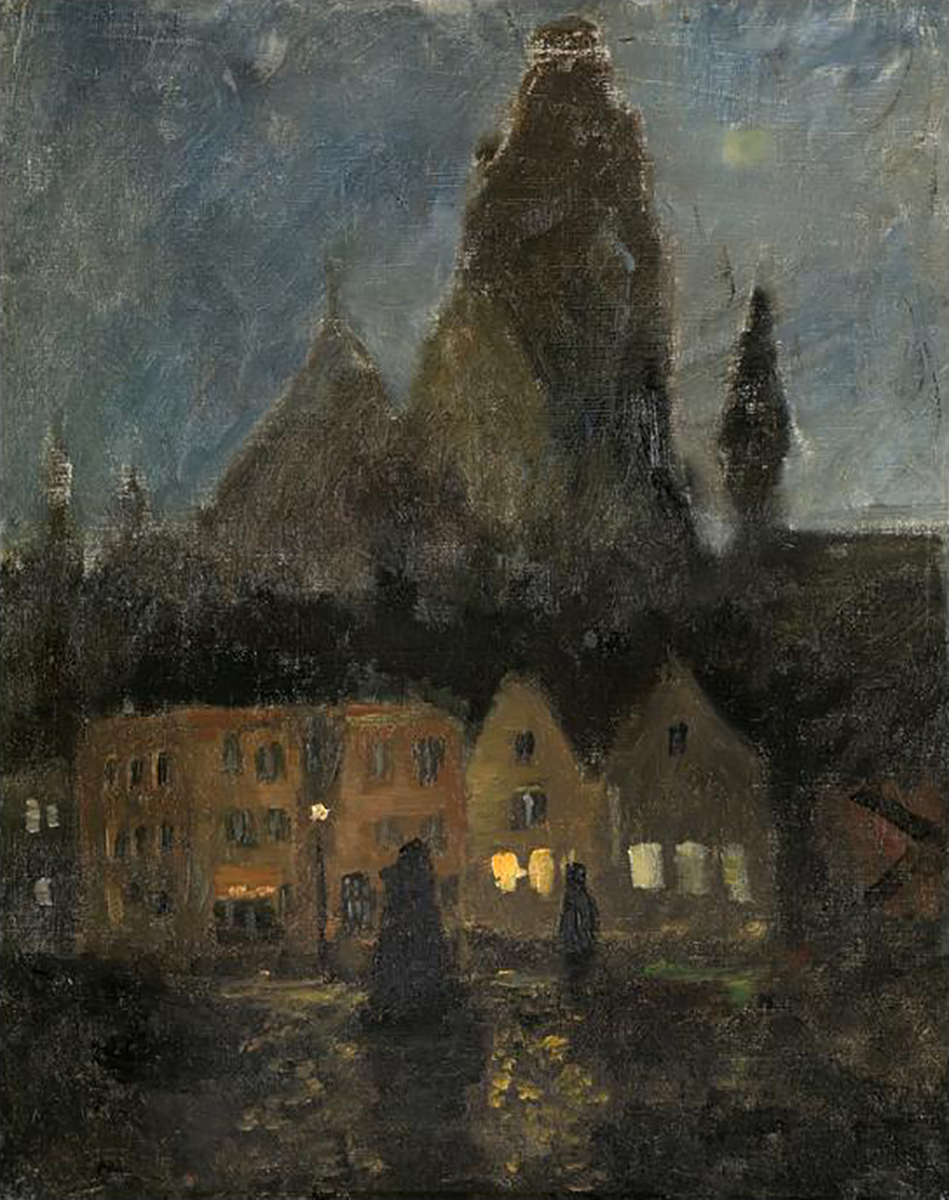
Kveldstemning, Dieppe 1894-1898
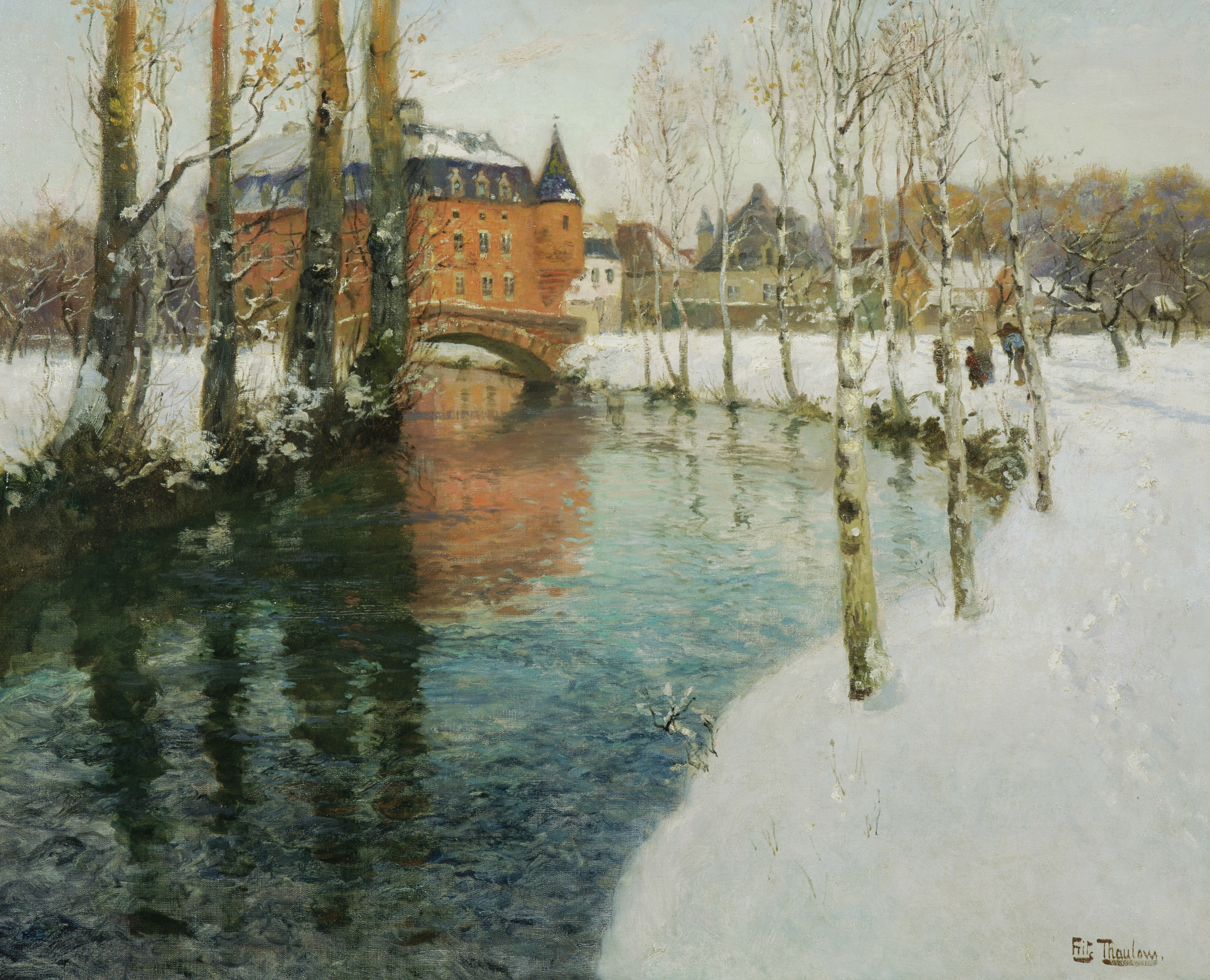
Un castello in Normandia 1895
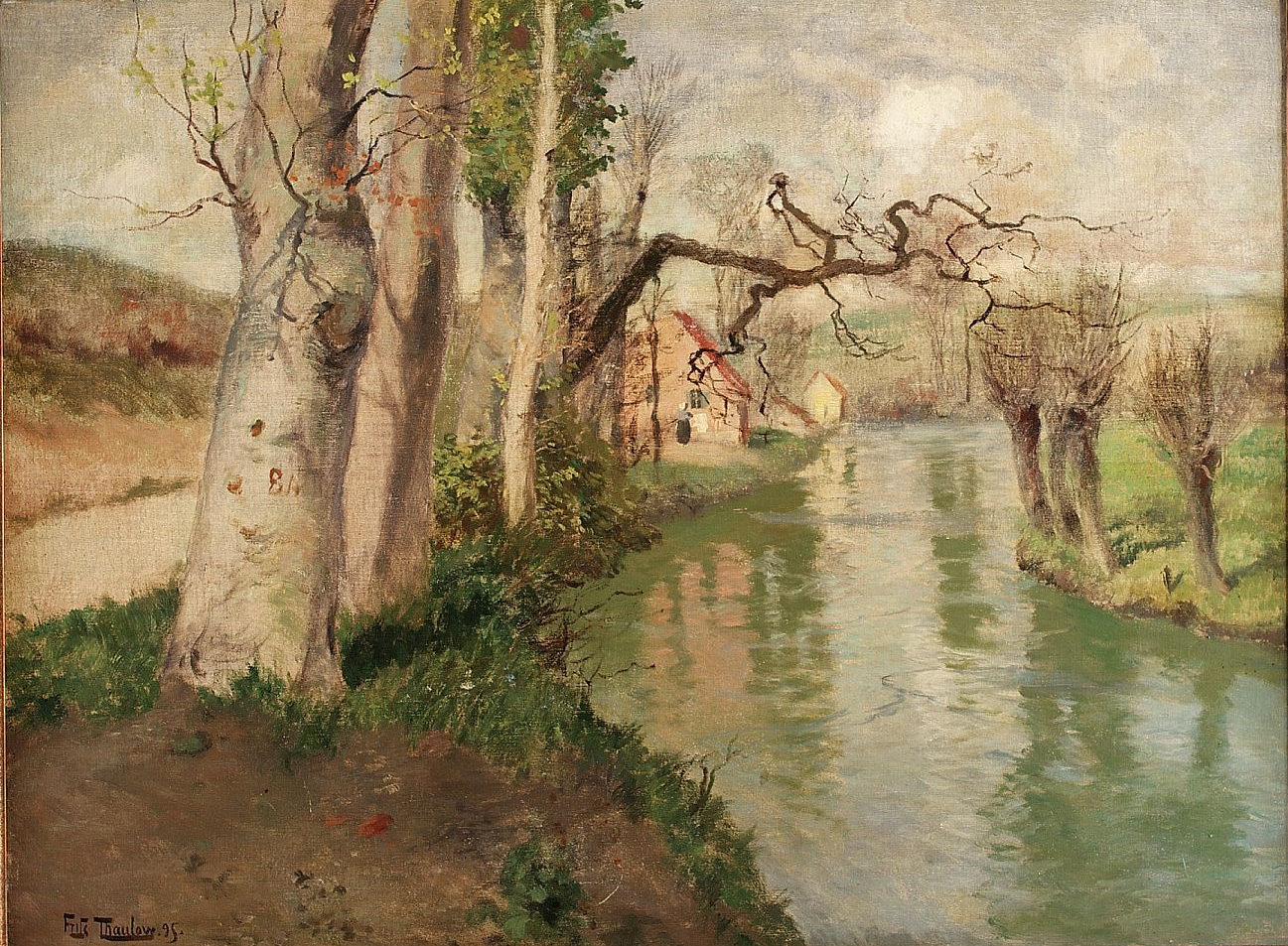
Fra Dieppe med elven Arques 1895
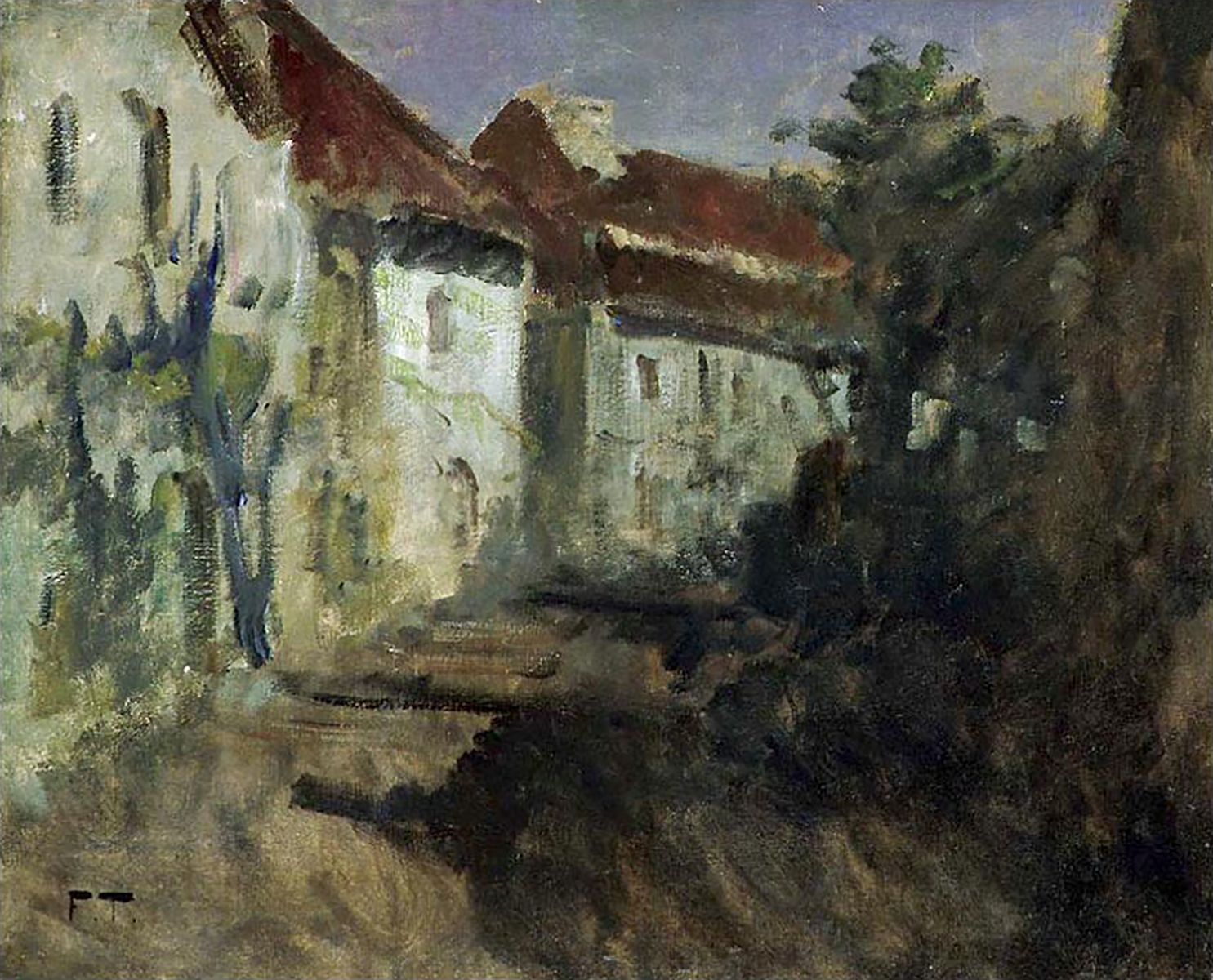
Måneskinn Dieppe 1896
Boulevard de la Madeleine à Paris 1896-1897
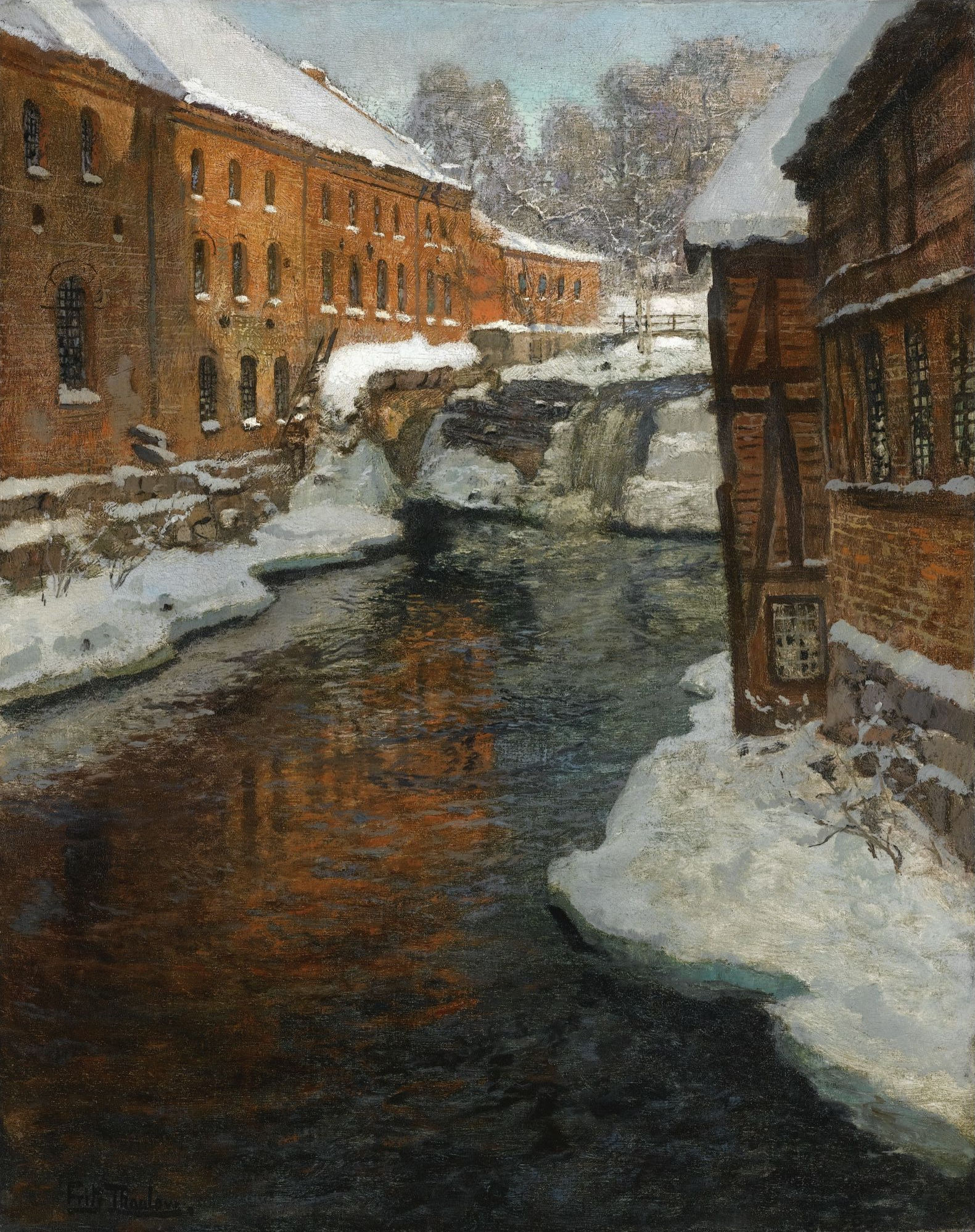
Fra Akerselven 1897-1901
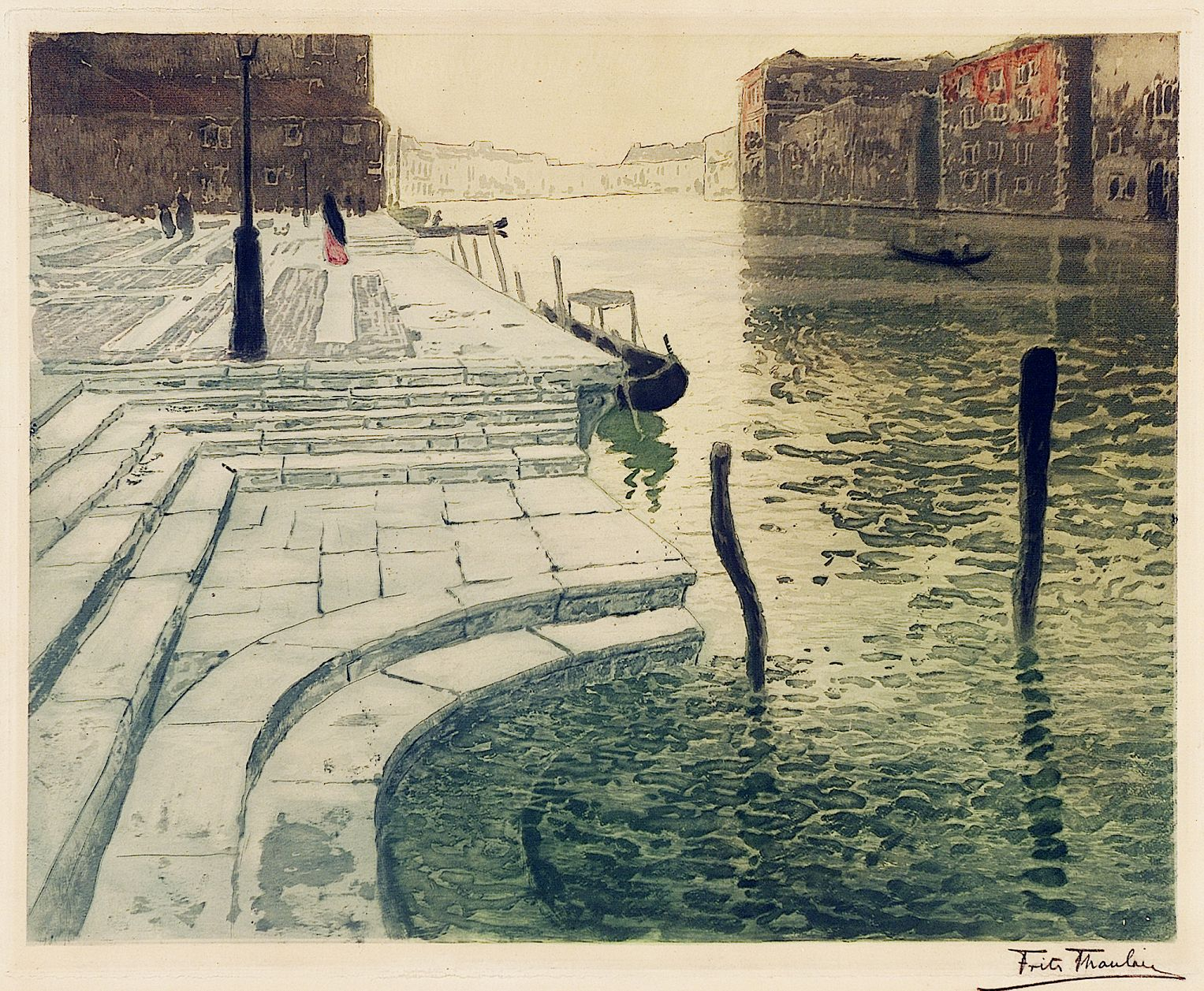
Marmortrappen 1903
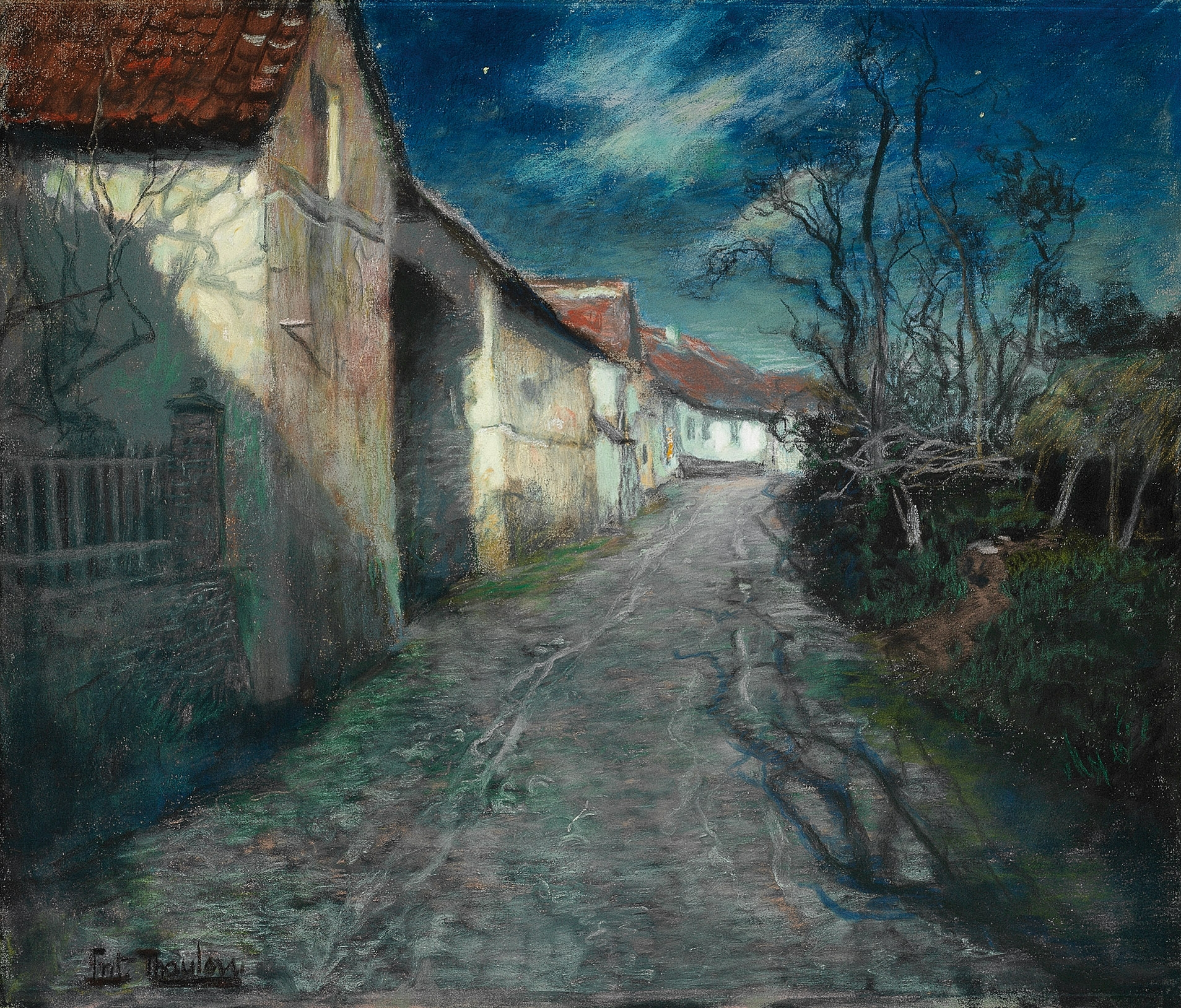
Chiaro di luna a Beaulieu 1904
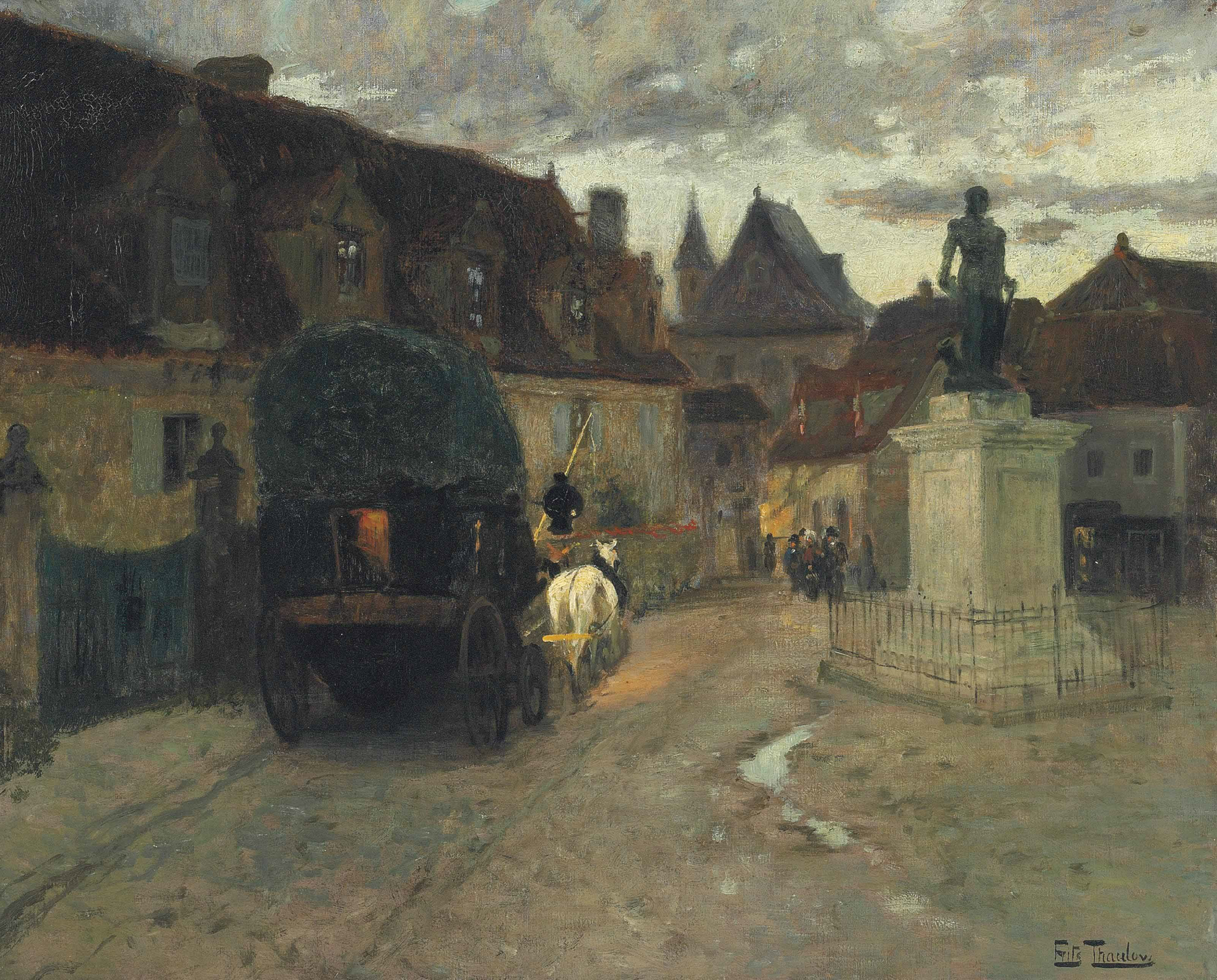
Piazza Marbot 1904
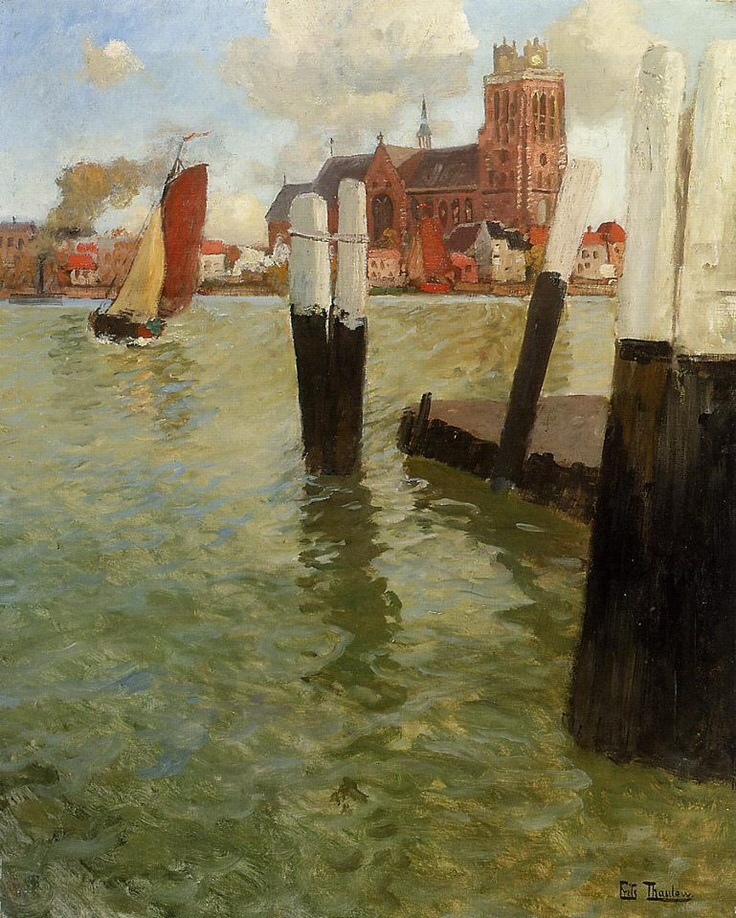
Dordrecht 1905
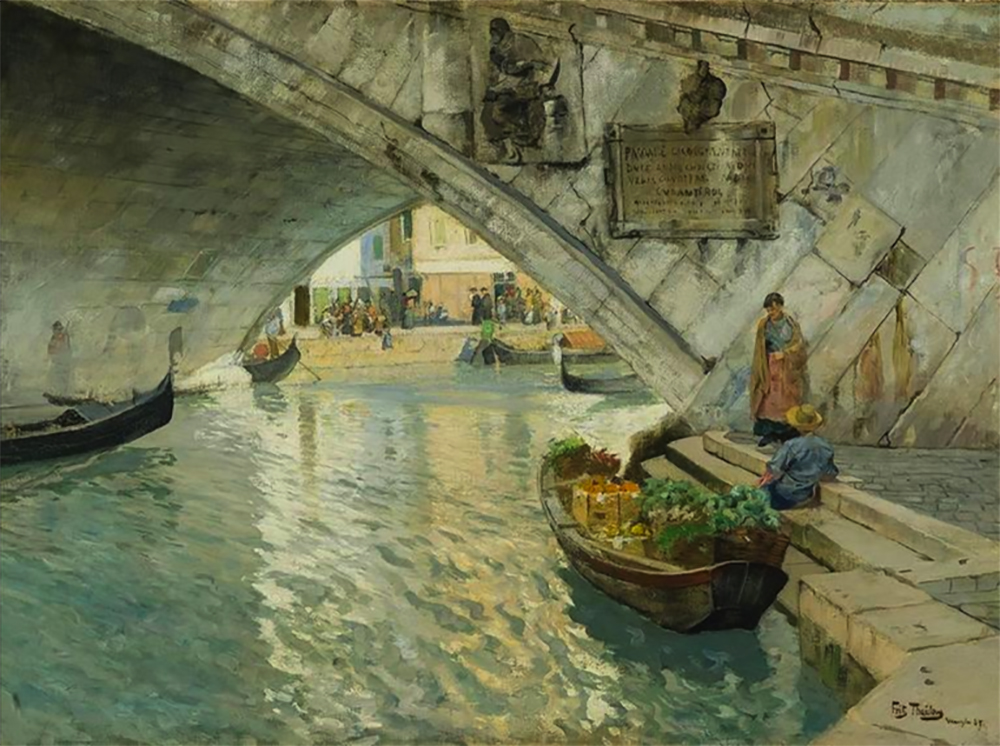
Sotto il ponte di Rialto di Venezia
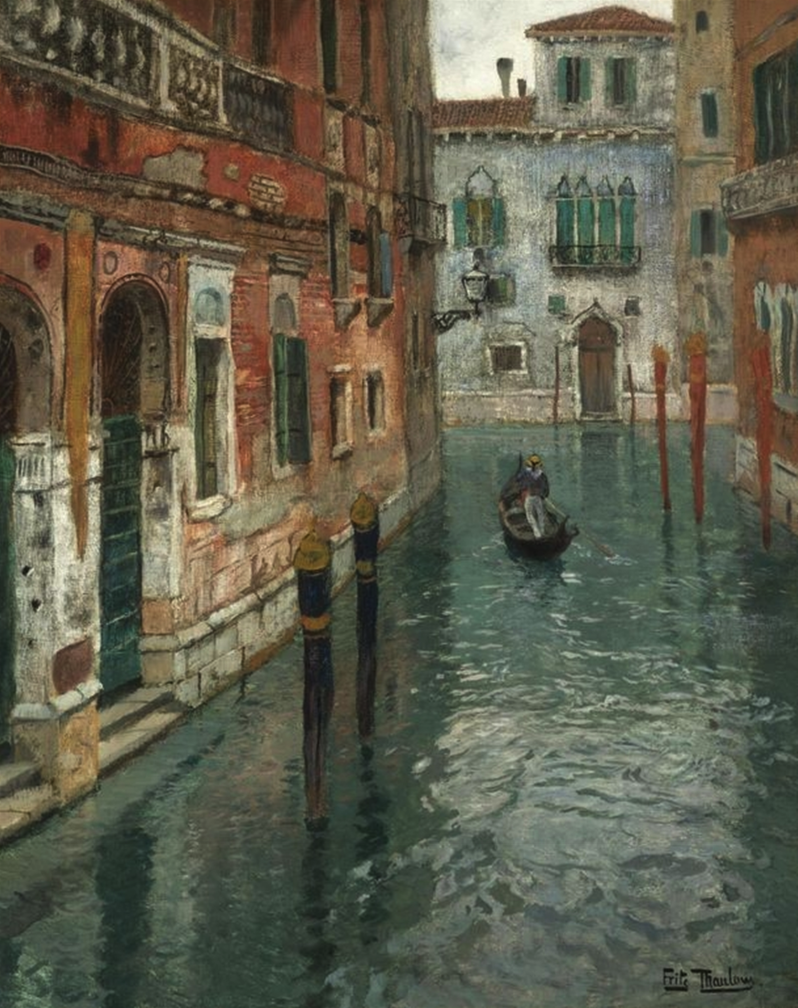
Vista di Venezia
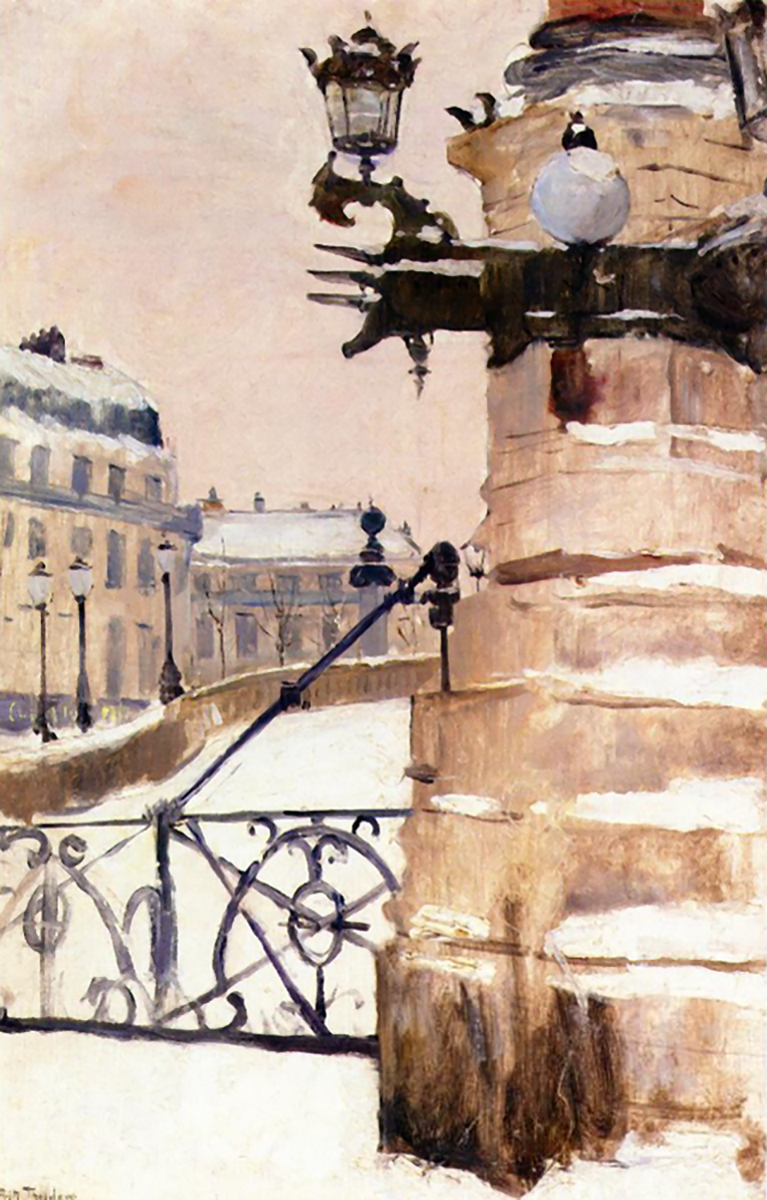
Hiver à Paris
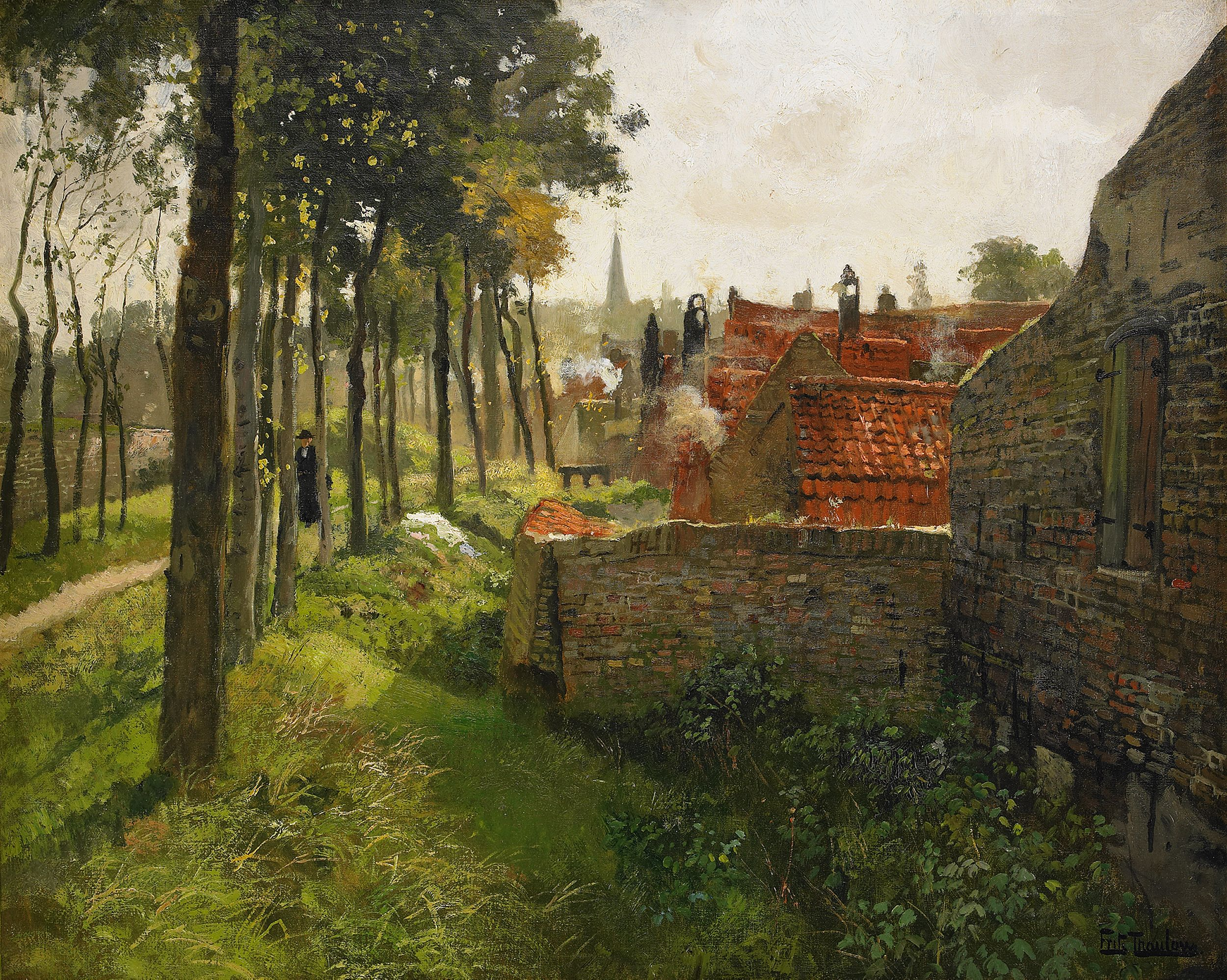
Il prete